# کرم بابیت
کرم بابیت (نام علمی: Eunice aphroditois) نام یک گونه از رده پرتاران است.